# Зуевка (Челябинская область)
Зу́евка — деревня в Октябрьском районе Челябинской области России. Входит в состав Борового сельского поселения.

## География
Деревня находится на востоке Челябинской области, в лесостепной зоне, к западу от озера Карабаскуль, на расстоянии примерно 33 км (по прямой) к северо-западу от села Октябрьское, административного центра района. Абсолютная высота — 192 м над уровнем моря.

## Население
| 2002 | 2010 |
| ---- | ---- |
| 149  | ↘73  |

Гендерный состав
По данным Всероссийской переписи населения 2010 года в гендерной структуре населения мужчины составляли 49,3 %, женщины — соответственно 50,7 %.
Национальный состав
Согласно результатам переписи 2002 года, в национальной структуре населения русские составляли 97 %.

## Улицы
Уличная сеть деревни состоит из одной улицы (ул. Восточная).